# Одеколон
Одеколо́н (фр. eau de Cologne — кёльнская вода) — парфюмерно-косметическое средство в виде раствора, содержащего не менее 60 % спирта, воду и не менее 1,5 % (по массе) душистых веществ. В основном одеколоны предназначены для использования мужчинами.

## История
Душистая вода была изобретена в Испании монахами Ордена Доминиканцев. Её изготавливали из спиртового раствора различных масел: апельсинового, лимонного, бергамотного, неролиевого, петигренового, лавандового, с добавлением дистиллята из спирта, воды, листьев розмарина, мелиссы и корневища ириса (фиалкового корня). Этот рецепт перешёл к миланскому купцу Полю де-Феминису, а затем к его племяннику Иоганну Фари́на, торговавшему пряностями в Кёльне. В 1709 году Иоганн изготавливает душистую воду под названием нем. Kölnisch Wasser (Кёльнская вода).
Одеколон постепенно превратился в популярную марку парфюма. В 1863 году в Кёльне насчитывалось 63 парфюмерных магазина, торгующих одеколоном, причём все их владельцы претендовали на родственные связи с семейством Фарины (см. также: одеколон «4711»).
Во второй половине XVIII века Кёльнская вода попала во Францию и получила название фр. Eau de Cologne.
Из Франции она попала в Россию и стала называться на французский манер «О де Колон».
Основной аромат воды складывался из трёх масел цитрусовых: апельсина, лимона и бергамота. По этой причине в дореволюционной России одеколон получил название «Тройной» (фр. triple). Кроме того, фабрикой «А. Сиу и Ко» изготавливался также «двойной» (double) и одеколон «высший сорт» (quadruple — четверной).
Выпускавшийся с 1882 года одеколон «Цветочный» фабрики «Брокар и Ко» рекламировался как универсальное средство, заменяющее собой духи, туалетную воду и курение (благовоние).

## Виды одеколонов в СССР
Гигиенические (тройные) одеколоны предназначаются для очищения и дезинфекции кожи (в том числе после бритья). Используются в чистом или разбавленном виде (1—2 столовые ложки одеколона на стакан воды). Примеры торговых марок: Тройной, Экстра, Мойдодыр (детский), Цитрусовый, Для мужчин. Изготавливаются из натуральных масел цитрусовых: лимона, апельсина, мандарина, бергамота и др. Содержат 1—2 % душистых веществ и 59—60 % спирта.
Душистые одеколоны делятся на три группы качества, в зависимости от количества душистых веществ и настоев:
- А (высшего качества) — 3,0—7,5 % душистых веществ и до 10 % настоев (Шипр, Красная Москва).
- Б — 3—4 % душистых веществ и до 6 % настоев.
- В — 3 % душистых веществ. Содержание спирта в душистых одеколонах достигает 75 %[2].

## Питьё одеколона
В России одеколон был одним из основных суррогатов алкогольных напитков. Наряду с лосьонами его употребляли почти на всём протяжении XX века с периодическими всплесками массового употребления, вызванными законодательными ограничениями на продажу алкоголя и по экономическим причинам. Так, первый пик употребления одеколона произошёл в годы Первой мировой войны (1914—1918), когда был введён сухой закон. Торговля одеколоном составляла важную статью дохода аптек и магазинов. В связи с резко возросшим спросом на одеколон в Петрограде того времени открылось около 60 одеколонных мастерских. Пили жидкость и в провинциальных городах. Тогда же появились первые смертельные случаи отравления одеколоном, изготовленным на основе метилового спирта.
Следующий крупный всплеск употребления суррогата произошёл в СССР во время горбачёвской антиалкогольной кампании 1980-х. Одеколон был популярен среди русских алкоголиков и в 2000-е. Так, например, в Ижевске 2003—2005 годов среди 32 марок распространённых алкогольных напитков 4 составляли одеколоны. Пили его также и в странах постсоветского пространства — Эстонии и Литве.